# Montello (Wisconsin)
Montello – miasto w Stanach Zjednoczonych, w stanie Wisconsin, w hrabstwie Marquette.